# Клайнс, Джон
Джон Роберт Клайнс (англ. John Robert Clynes, 27 марта 1869 — 23 октября 1949) — британский политический деятель, один из лидеров Лейбористской партии. Министр в 1924 г. и 1929—1931 гг. Председатель Национального союза рабочих государственных и муниципальных предприятий (1912—1937).

## Биография
Родился в ирландской семье неграмотного батрака Патрика Клайнса (в 1851 году тот вынужденно переселился в Ланкашир) и Бриджет Скэнлан, старший из двух сыновей и один из семи детей в семье. В 1875—1881 годах учился в начальной школе (в 1879 году начал подрабатывать на ткацкой фабрике), в возрасте 14 лет окончательно оставил школу, впоследствии брал частные уроки и занимался самообразованием. С 1891 года был профсоюзным активистом, в 1892 году стал президентом совета профсоюзов в Олдеме, с 1894 по 1912 год был его секретарём. В 1893 году участвовал в учредительном съезде Независимой рабочей партии и в Международной социалистической конференции в Цюрихе.
В 1906 году избран в Палату общин от избирательного округа Северо-Восточный Манчестер.
В 1924 году стал заместителем лидера Палаты общин, в 1929 году получил портфель министра внутренних дел в кабинете Джеймса Рамсея Макдональда. В 1931 году проиграл выборы, но в 1935 году вернулся в Палату общин и сохранял за собой депутатское место до 1945 года, когда добровольно ушёл из политики, посвятив себя уходу за больной женой.